# 1765 год в науке
В 1765 году произошли различные научные и технологические события, некоторые из которых представлены ниже.

## События
- 11 ноября — в России учреждено Вольное экономическое общество[1].
- Джеймс Уатт изобретает отдельный конденсатор для паровой машины, что значительно повышает её КПД[2].

## Родились
- 7 марта — Жозеф Ньепс, французский изобретатель, наиболее известен как изобретатель фотографии.
- 27 марта — Франц Ксавер фон Баадер, немецкий врач и философ.
- 14 ноября — Роберт Фултон, американский инженер и изобретатель, создатель одного из первых пароходов и проекта одной из первых подводных лодок.

## Скончались
- 15 апреля — Михаил Васильевич Ломоносов, первый русский учёный-естествоиспытатель.
- 17 мая — Алекси Клеро, французский математик, механик и астроном, иностранный почётный член Петербургской Академии Наук (1754).
- 21 декабря — Прокоп Дивиш, доктор теологии, учёный-экспериментатор, естествоиспытатель, лекарь, музыкант, изобретатель, сконструировавший молниеотвод.